# چرنوپیاتوو
چرنوپیاتوو (به لاتین: Chernopyatovo) یک منطقهٔ مسکونی در روسیه است که در سرزمین آلتای واقع شده‌است.